# Lobocleta fara
Lobocleta fara är en fjärilsart som beskrevs av Kirby 1894. Lobocleta fara ingår i släktet Lobocleta och familjen mätare. Inga underarter finns listade i Catalogue of Life.